# Campeonato de Gales de Rugby 2007-08
El Campeonato de Rugby de Gales (Principality Premiership) de 2007-08 fue la decimoctava edición del principal torneo de rugby de Gales.

## Sistema de disputa
El torneo se disputó en formato de todos contra todos en la que cada equipo enfrentó en condición de local y visitante a cada uno de sus rivales.
El equipo que al finalizar el torneo obtuviera mayor cantidad de puntos, se coronó como campeón del torneo, mientras que el último equipo desciende directamente a la División 2.

## Clasificación
| Pos. | Equipo              | Encuentros | Encuentros | Encuentros | Encuentros | Tantos | Tantos | Tantos | PB | PB | Puntos |
| Pos. | Equipo              | PJ         | PG         | PE         | PP         | F      | C      | Dif    | BO | BD | Puntos |
| ---- | ------------------- | ---------- | ---------- | ---------- | ---------- | ------ | ------ | ------ | -- | -- | ------ |
| 1.º  | Neath               | 26         | 19         | 1          | 6          | 697    | 381    | +316   | 10 | 5  | 93     |
| 2.º  | Cardiff             | 26         | 18         | 1          | 7          | 544    | 449    | +95    | 4  | 2  | 80     |
| 3.º  | Pontypridd          | 26         | 16         | 1          | 9          | 523    | 411    | +112   | 6  | 5  | 77     |
| 4.º  | Swansea             | 26         | 16         | 2          | 8          | 547    | 487    | +60    | 6  | 2  | 76     |
| 5.º  | Ebbw Vale           | 26         | 15         | 2          | 9          | 499    | 430    | +69    | 7  | 3  | 74     |
| 6.º  | Aberavon RFC        | 26         | 15         | 1          | 10         | 591    | 571    | +20    | 7  | 3  | 72     |
| 7.º  | Newport             | 26         | 12         | 0          | 14         | 441    | 462    | -21    | 4  | 8  | 60     |
| 8.º  | Bedwas              | 26         | 11         | 2          | 13         | 499    | 474    | +25    | 4  | 8  | 60     |
| 9.º  | Llanelli            | 26         | 10         | 4          | 12         | 527    | 468    | +59    | 5  | 7  | 60     |
| 10.º | Glamorgan Wanderers | 26         | 10         | 2          | 14         | 439    | 451    | -12    | 3  | 8  | 55     |
| 11.º | Cross Keys          | 26         | 10         | 1          | 15         | 430    | 475    | -45    | 1  | 8  | 51     |
| 12.º | Bridgend            | 26         | 9          | 1          | 16         | 397    | 515    | -118   | 1  | 8  | 47     |
| 13.º | Llandovery          | 26         | 7          | 0          | 19         | 384    | 684    | -300   | 4  | 1  | 33     |
| 14.º | Maesteg             | 26         | 4          | 2          | 20         | 415    | 675    | -260   | 0  | 6  | 26     |

|  | Campeón.                    |
|  | Descendido a la División 2. |

| Bandera de Gales |
| Campeón Neath    |
| Sexto título     |